# 나무까치

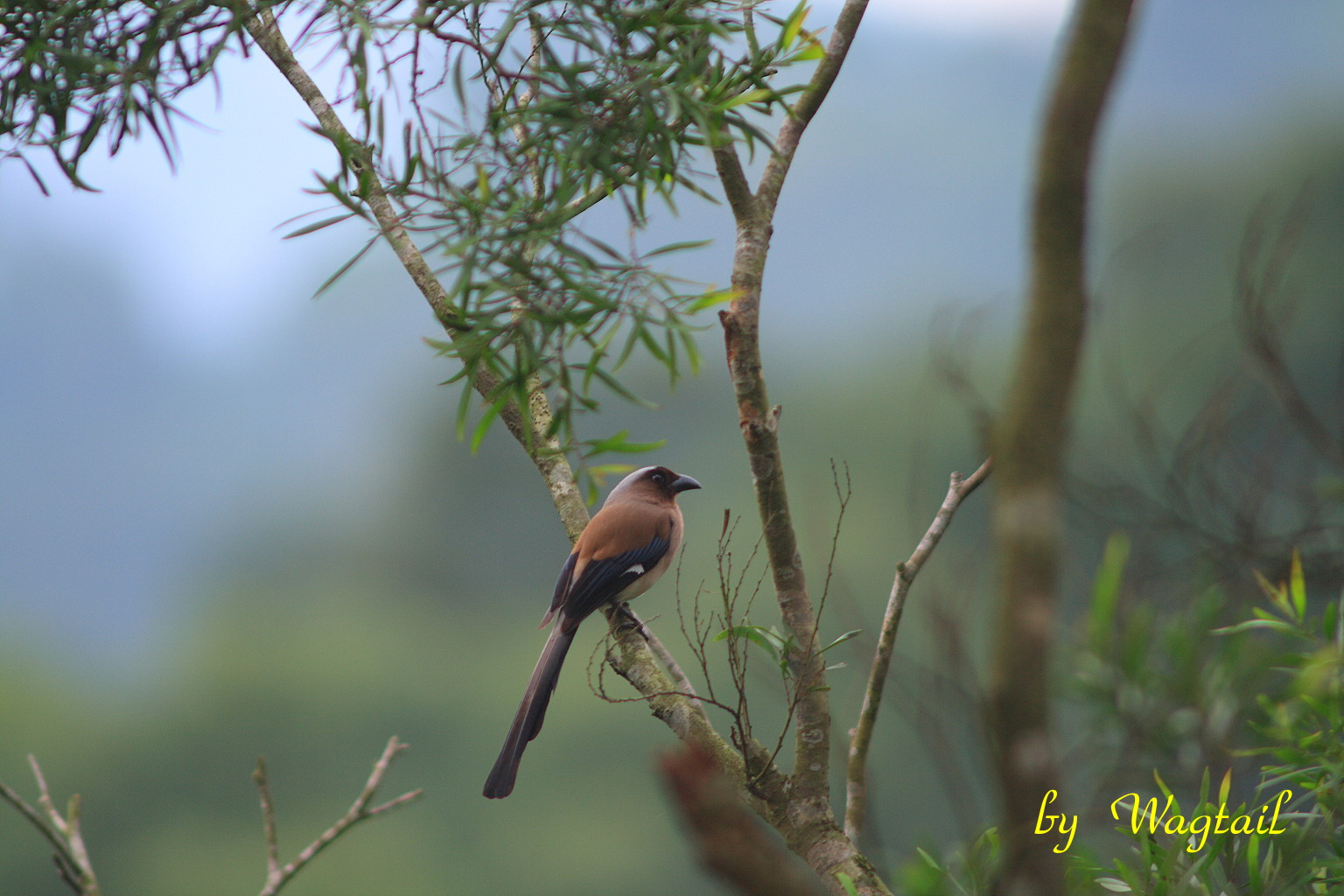

나무까치(treepie)는 나무 비슷한 외관을 가진 까마귀과의 생물을 말한다. 모두 4개의 속이 속한다.